# Becky Moody
 (août 2024).
Si vous disposez d'ouvrages ou d'articles de référence ou si vous connaissez des sites web de qualité traitant du thème abordé ici, merci de compléter l'article en donnant les références utiles à sa vérifiabilité et en les liant à la section « Notes et références ».
Becky Moody (née le 16 mars 1980 en Irlande du Nord) est une éleveuse de chevaux britannique et une compétitrice de dressage basée dans le Yorkshire. En 2024, elle rejoint l'équipe britannique de dressage et remporte la médaille de bronze par équipe aux Jeux olympiques de Paris 2024 .
Moody a d'abord vécu en Écosse jusqu'à ce que la famille déménage dans le petit hameau de Gunthwaite, près de Barnsley, quand elle avait six ans. Elle a deux sœurs aînées. Quand elle avait quatorze ans, elle était un membre passionné des Rockwood Harriers, une branche du Pony Club. Elle et son cheval Maximillian ont été identifiés comme réserve de la British Pony Team en 1994. En 1995, elle a participé avec son cheval Sir Fred aux Championnats d'Europe Junior Riders.